# Stadion Slavie na Letné
Stadion Slavie na Letné – nieistniejący już stadion sportowy w Pradze, stolicy Czech. Obiekt funkcjonował w latach 1901–1950. W szczytowym okresie mógł pomieścić 33 000 widzów. Swoje spotkania rozgrywali na nim piłkarze klubu Slavia Praga. Stadion mieścił się na wzgórzu Letná, niedaleko stadionu Sparty.

## Historia
Obiekt został otwarty 8 września 1901 roku, a na inaugurację rozegrano zawody lekkoatletyczne. Pierwszy mecz piłkarski odbył się tydzień później, a gospodarze, drużyna Slavii Praga, pokonali w nim Alemanię Pforzheim 15:2. Slavia przeniosła się wówczas z leżącego nieopodal boiska, położonego bliżej dzisiejszej ulicy Milady Horákové, które otwarto cztery lata wcześniej. Nowy obiekt powstał tuż obok boiska Deutsche Fußball-Clubu. Było to pierwsze trawiaste boisko na terenie obecnych Czech. W kolejnych latach rozbudowywano infrastrukturę obiektu, a po modernizacji z 1921 roku mógł on pomieścić już 30 000 widzów. Po dobudowaniu trybuny stojącej w jednym z narożników pojemność ta wzrosła jeszcze do 33 000 widzów. 6 maja 1945 roku, w trakcie powstania praskiego, żołnierze niemieccy podpalili stadion. Tłumaczono to względami militarnymi, ale możliwe też, że był to rewanż za spalenie budynku niemieckiego klubu Regatta w 1897 roku, o które posądzano Slavistów. Po odbudowie (powstała wówczas drewniana trybuna na 4500 widzów) obiekt ponownie otwarto 7 kwietnia 1948 roku meczem Slavii z SK Union Čelákovice (11:1). Wkrótce komunistyczne władze postanowiły jednak wybudować nieopodal ogromny pomnik Stalina. Wiązało się to z reorganizacją całej okolicy i z koniecznością likwidacji stadionu. Ostatnie spotkanie Slavia rozegrała na nim 3 grudnia 1950 roku przeciwko OP Praga (3:3), później obiekt został rozebrany. Slavii obiecano jednak, w ramach rekompensaty, wybudować nowy stadion. Powstał on w zupełnie innej lokalizacji, we Vršovicach (tzw. „stadion Eden”). Na nowy obiekt przeniesiono drewnianą trybunę ze starego stadionu Slavii. Otwarcie nowej areny miało miejsce 27 września 1953 roku.
Przez blisko 50 lat istnienia obiektu grająca na nim Slavia czternastokrotnie zdobywała tytuły mistrza kraju. Na stadionie grywała również reprezentacja.